# Lisa (Teleorman)
Lisa es una comuna ubicada en el distrito de Teleorman, Rumania.

## Superficie
Posee una superficie de 76,40 kilómetros cuadrados.

## Demografía
Hasta 2021 la población era de 1964 habitantes, con una densidad de población de 25,71 habitantes por kilómetro cuadrado.